# Augusto Guzzo
Augusto Guzzo (Napoli, 24 gennaio 1894 – Torino, 23 agosto 1986) è stato un filosofo italiano.

## Biografia
Era il figlio di Federico Guzzo, avvocato, allievo e assistente di Federico Persico, morto quando Augusto aveva cinque anni, e di Luisa Scognamiglio.
Si laureò all'Università di Napoli nel 1915, dove fu allievo del neohegeliano Sebastiano Maturi. Dal 1924 al 1932 insegnò filosofia e storia della filosofia alla facoltà di magistero dell'Università di Torino, fondando la rivista "Erma", e dal 1932 al 1934 filosofia morale presso l'Università di Pisa, dove fu anche direttore del seminario di filosofia della Scuola normale superiore. Nel 1934 tornò a Torino, dove insegnò prima filosofia morale (succedendo a Erminio Juvalta) e poi, dal 1939 al 1964, filosofia teoretica (succedendo ad Annibale Pastore). Fondò, insieme con Nicola Abbagnano, la sezione piemontese dell'Istituto Italiano per gli Studi filosofici.
Ebbe fra i suoi allievi Luigi Pareyson, Francesco Barone, Vittorio Mathieu, Armando Plebe, Valerio Verra; di Umberto Eco fu invece controrelatore.
Fu presidente dell'Accademia delle Scienze di Torino dal 17 giugno 1970 al 25 giugno 1973, anno in cui gli subentrò Francesco Giacomo Tricomi.
Nel 1955 l'Accademia dei Lincei gli conferì il Premio Feltrinelli per la Filosofia.
Morì a Torino il 23 agosto 1986. È sepolto nel Cimitero monumentale di Torino.

## Pensiero
Esponente dell'idealismo italiano, si avvicinò all'attualismo di Giovanni Gentile, interpretato però in chiave di conciliazione con il pensiero cattolico. È considerato quindi uno dei più grandi esponenti dello spiritualismo italiano.

## Opere principali
- Il pensiero di Spinoza, 1924
- Kant precritico, 1924
- Verità e realtà. Apologia dell'idealismo, 1925
- Idealisti ed empiristi, 1935
- Agostino e Tommaso, 1958
- Giordano Bruno, 1960
- Vita di Cordelia Guzzo, 1974
- Storia della filosofia e della civiltà per saggi, 1975
- L'uomo, Brescia, Morcelliana; poi Torino, Edizioni di filosofia, 1947-1964. Comprende:

1. L'io e la ragione, 1947
2. La moralità, 1950
3. La scienza, 1955
4. L'arte, 1962
5. La religione, 1964
6. La filosofia, 1964
Con la collaborazione di sua moglie Cordelia Capone, anche lei filosofa, tradusse in italiano The Idea of Christ in the Gospels or God in Man di George Santayana, opera di cui pubblicò una recensione nel Giornale di metafisica, IV, 4 (15 luglio 1949). Pubblicò nel 1963 anche un Alcifrone di George Berkeley a cura sua e della moglie Cordelia.
Pubblicò a partire dal 1950 la rivista "Filosofia", alla quale aggiunse nel 1959 un fascicolo internazionale, che nel 1969 divenne "Studi internazionali di filosofia". 
 Nella stessa rivista, in un fascicolo speciale del 1974, pubblicò una "Vita di Cordelia Guzzo", biografia della moglie, ricca di aneddoti sulla vita privata e l'attività scientifica dell'autore.